# اشتباكات ممر نتساريم
وقعت اشتباكات في ممر نتساريم بين إسرائيل والقوات الفلسطينية بقيادة حماس أثناء حرب غزة (2023-2025)، داخل قطاع غزة. تتركز المعارك حول ممر نتساريم، وهو طريق بناه جيش الاحتلال الإسرائيلي ويمر عبر منتصف القطاع واستخدم لشن العمليات العسكرية ضد حماس وحلفائها.

## الخلفية
كانت نتساريم مستوطنة إسرائيلية في قطاع غزة، بنيت في عام 1972 وفُكّكت في عام 2005 أثناء الانسحاب الإسرائيلي من المنطقة. استولى جيش الاحتلال الإسرائيلي على موقع المستوطنة السابقة خلال حرب غزة 2008–2009، والتي انتهت بوقف إطلاق النار والانسحاب الإسرائيلي من القطاع.
وقد أطلق جيش الاحتلال الإسرائيلي اسم نتساريم على الممر الحالي لأنه يشمل موقع المستوطنة السابقة.

## مسار الأحداث

### 2023
استولى جيش الاحتلال الإسرائيلي على المنطقة التي ستصبح ممر نتساريم خلال المراحل الأولى من غزوه لقطاع غزة. في يوم 30 أكتوبر 2023، تأكد دخول قوات جيش الاحتلال الإسرائيلي إلى منطقة مستوطنة نتساريم السابقة برفقة المشاة والدبابات. وفي اليوم التالي أعلنت حماس أن جناحها العسكري، كتائب الشهيد عز الدين القسام، هاجم مركبات تابعة لجيش الاحتلال الإسرائيلي هناك. ومع ذلك، فإن أولى العمليات التي تم التحقق منها لحماس في موقع نتساريم السابق كانت في 5 نوفمبر/تشرين الثاني.
بحلول السادس من نوفمبر/تشرين الثاني، كان جيش الاحتلال الإسرائيلي قد «قطع مسارًا غير رسمي متعرج» عبر قطاع غزة والذي وصل إلى الساحل. في 24 نوفمبر/تشرين الثاني، أفادت التقارير أن جيش الاحتلال الإسرائيلي «سيواصل التحركات الإدارية واللوجستية على محور نتساريم والطريق الساحلي في شمال قطاع غزة». نفذ الجناح العسكري لحركة حركة الجهاد الإسلامي في فلسطين، سرايا القدس، هجومين منفصلين على ممر نتساريم في ديسمبر 2023.

### 2024
تم الانتهاء من استكمال الممر في نهاية المطاف بين 5 مارس و9 مارس 2024.
من مارس إلى أبريل 2024، اشتبك الجانبان بانتظام في المنطقة. شنت قوات الاحتلال الإسرائيلية غارات على شمال ووسط قطاع غزة، بينما شنت القوات الفلسطينية هجمات متعددة بالمدفعية والصواريخ على ممر نتساريم. بحلول السابع من أبريل، وبعد سلسلة من الانسحابات المتتالية من قطاع غزة، أصبح ممر نتساريم المنطقة الوحيدة التي تم نشر قوات جيش الاحتلال الإسرائيلي فيها.
في الثامن من مايو/أيار، أوردت مؤسسة الدفاع عن الديمقراطيات أن ممر نتساريم أصبح «مغناطيساً» للهجمات الفلسطينية المتكررة، كما أوردت صحيفة طهران تايمز ملاحظة مماثلة في العشرين من يوليو/تموز. ومع ذلك، واصل جيش الاحتلال الإسرائيلي تنفيذ العمليات العسكرية من الممر خلال هذا الوقت. وأفاد أحد ضباط جيش الاحتلال الإسرائيلي أن القوات عثرت بشكل مستمر على أدلة تشير إلى نشاط مسلح فلسطيني، مثل الأسلحة والمتفجرات، في كل مبنى تقريباً تم تفتيشه بالقرب من المنطقة.
في 17 أغسطس/آب، انفجرت عبوة ناسفة زرعتها كتائب القسام في نتساريم. واعترف الجيش الإسرائيلي بمقتل جنديين، أحدهما رقيب أول.
خلال الغارات الجوية الإيرانية على إسرائيل في الأول من أكتوبر، ادعت إيران أن بعض الصواريخ التي أطلقتها أصابت مواقع جيش الاحتلال الإسرائيلي في ممر نتساريم. وفي اليوم نفسه، صد جيش الاحتلال الإسرائيلي هجوماً برياً واضحاً شنته عشرات «المشتبه بهم الفلسطينيين» الذين اقتربوا من الممر. وبحسب مسؤولين طبيين فلسطينيين، فإن هؤلاء كانوا مدنيين من غزة يحاولون العودة إلى منازلهم في شمال قطاع غزة.

### 2025
في 11 كانون الثاني/يناير، هاجمت سرايا القدس وكتائب جهاد جبريل التابعة للجبهة الشعبية لتحرير فلسطين – القيادة العامة وحدة إسرائيلية عند ممر نتساريم. 
وافقت إسرائيل على الانسحاب التدريجي من ممر نتساريم كجزء من اتفاق وقف إطلاق النار مع حماس، والذي دخل حيز التنفيذ في 19 يناير.
وفي 25 كانون الثاني/يناير، فشلت حماس في إطلاق سراح رهينة كان من المقرر نقله إلى إسرائيل بموجب اتفاق تبادل الأسرى الذي تم التوصل إليه في إطار وقف إطلاق النار. ونتيجة لذلك، علقت إسرائيل افتتاحها المخطط لممر نتساريم. ومع ذلك، تم ترتيب إطلاق سراح الرهينة في وقت لاحق، وفتحت إسرائيل الجزء الغربي من الممر في صباح يوم 27 يناير/كانون الثاني، مما أدى إلى عودة حشود كبيرة من النازحين من غزة إلى الشمال. وبدأ جيش الاحتلال الإسرائيلي أيضًا الانسحاب من الجزء الذي تم فتحه. وبدأ متعاقدون أمنيون أمريكيون مصر يعملون تحت إشراف لجنة مصرية قطر مكلفة بتنفيذ وقف إطلاق النار، في تفتيش المركبات التي تتحرك عبر المنطقة. كما شوهد في وقت لاحق مسلحون من حماس متمركزين في ممر نتساريم. وفي 9 فبراير، أكملت القوات الإسرائيلية انسحابها من بقية الممر.
في 19 مارس، عادت إسرائيل واستعادت جزءًا من ممر نتساريم وسط انهيار وقف إطلاق النار.
في 12 أبريل، استهدفت سرايا القدس مواقع الجيش الإسرائيلي المتاخمة للممر بوابل من الصواريخ، واستولت على طائرتين إسرائيليتين بدون طيار، وفقًا للقطات بثتها حركة الجهاد الإسلامي في فلسطين.